# Piacenza Football Club 2006-2007
Questa pagina raccoglie le informazioni riguardanti il Piacenza Football Club nelle competizioni ufficiali della stagione 2006-2007.

## Stagione
Nella stagione 2006-2007 per la terza stagione consecutiva il Piacenza viene affidato a Giuseppe Iachini, che guida una formazione simile a quella della stagione precedente ma rinforzata da diversi innesti: il portiere Ferdinando Coppola (che sostituisce l'infortunato Mario Cassano), il difensore svizzero Alain Nef, l'ala Julien Rantier e soprattutto il centrocampista di scuola juventina Antonio Nocerino. Viene inoltre riconfermato Daniele Cacia, nonostante fosse al centro di diverse voci di mercato.
Schierato da Iachini secondo un nuovo modulo (il 4-3-3 in luogo del tradizionale 4-4-2), il Piacenza si trova immediatamente a lottare nelle prime posizioni della classifica, nonostante la concorrenza della Juventus (retrocessa dopo le vicende di Calciopoli) e di numerose altre pretendenti alla promozione (Napoli, Genoa, Bologna, Mantova, Rimini e Brescia). I biancorossi concludono il 2006 in testa alla classifica e si mantengono in zona play-off fino a primavera, quando una serie di sconfitte aumenta il distacco dalle battistrada Juventus, Napoli e Genoa, inoltre Cacia rimane vittima di un grave infortunio e viene sostituito nelle ultime giornate dal giovane argentino Lucas Simón. Nell'ultima giornata di campionato il Piacenza, decimato da infortuni, squalifiche e convocazioni nell'Under-21 (Nocerino e Lazzari), non va oltre il pareggio contro la Triestina e vede sfumare il sogno promozione, complice anche il contemporaneo pareggio del Genoa contro il Napoli nello scontro diretto, infatti il distacco del Piacenza dai terzi classificati liguri è pari a dieci punti e cioè oltre il limite dei nove previsti affinché i playoff vengano disputati.
Nella Coppa Italia il Piacenza supera il primo turno vincendo (3-4) a Grosseto, mentre esce dal torneo nel secondo turno, superato (2-0) dal Messina.

## Divisa e sponsor
Il fornitore ufficiale di materiale tecnico per la stagione 2006-2007 è Macron, mentre Unicef è lo sponsor principale.
| Prima divisa | Seconda divisa | Terza divisa |

## Organigramma societario
Area direttiva
- Presidente: Fabrizio Garilli
- Vicepresidente: Agostino Guardamagna[7]
- Amministratore delegato: Maurizio Riccardi[7]
- Responsabile di tutte le aree: Claudio Garzelli
- Responsabile area comunicazione: Sandro Mosca

Area tecnica
- Direttore sportivo: Renzo Castagnini
- Allenatore: Giuseppe Iachini
- Allenatore in 2º: Giuseppe Carillo
- Allenatore dei portieri: Marco Savorani
- Preparatore atletico: Ivano Tito

Area sanitaria
- Medico sociale: dott. Biagio Costantino
- Fisioterapista: Carlo Civetta
- Massaggiatori: Biagio Nogara e Crocino Bonadonna

## Rosa[8]
| N. |                      | Ruolo | Calciatore              |
| -- | -------------------- | ----- | ----------------------- |
| 1  | Italia (bandiera)    | P     | Mario Cassano           |
| 2  | Italia (bandiera)    | A     | Andrea Lazzari          |
| 3  | Italia (bandiera)    | D     | Ilario Ondei            |
| 4  | Svizzera (bandiera)  | D     | Alain Nef               |
| 5  | Italia (bandiera)    | C     | Giuseppe D'Agostino     |
| 6  | Italia (bandiera)    | D     | Samuele Olivi           |
| 7  | Romania (bandiera)   | C     | Bogdan Pătrașcu         |
| 8  | Italia (bandiera)    | C     | Luigi Riccio (capitano) |
| 9  | Italia (bandiera)    | A     | Daniele Cacia           |
| 10 | Francia (bandiera)   | A     | Julien Rantier          |
| 11 | Italia (bandiera)    | C     | Marco Stella            |
| 13 | Italia (bandiera)    | A     | Daniele Degano          |
| 14 | Italia (bandiera)    | C     | Tommaso Bianchi         |
| 15 | Italia (bandiera)    | D     | Michele Anaclerio       |
| 16 | Argentina (bandiera) | C     | Hugo Campagnaro         |
| 17 | Uruguay (bandiera)   | D     | Leonardo Migliónico     |
| 18 | Italia (bandiera)    | A     | Antonio Piccolo         |
| 19 | Italia (bandiera)    | C     | Alessio Stamilla        |
| 20 | Svizzera (bandiera)  | C     | Marco Padalino          |
| 21 | Belgio (bandiera)    | C     | Radja Nainggolan        |

| N. |                      | Ruolo | Calciatore            |
| -- | -------------------- | ----- | --------------------- |
| 22 | Ruanda (bandiera)    | C     | Didier Ndagano        |
| 23 | Italia (bandiera)    | C     | Antonio Nocerino      |
| 24 | Italia (bandiera)    | D     | Marco Cavanna         |
| 25 | Italia (bandiera)    | D     | Matteo Abbate         |
| 26 | Germania (bandiera)  | D     | Giuseppe Gemiti       |
| 27 | Italia (bandiera)    | A     | Alessandro Pellicori  |
| 28 | Brasile (bandiera)   | C     | Leandro Gobatto       |
| 29 | Italia (bandiera)    | P     | Ferdinando Coppola    |
| 30 | Italia (bandiera)    | D     | Paolo Passera         |
| 31 | Italia (bandiera)    | D     | Mattia Marzani        |
| 32 | Italia (bandiera)    | A     | Matteo Cremona        |
| 33 | Italia (bandiera)    | C     | Paolo Vignali         |
| 34 | Italia (bandiera)    | D     | Pietro Visconti       |
| 35 | Italia (bandiera)    | D     | Marco Calderoni       |
| 36 | Italia (bandiera)    | D     | Angelo Iorio          |
| 39 | Svizzera (bandiera)  | A     | Alessandro Ciarrocchi |
| 86 | Italia (bandiera)    | P     | Fabrizio Capodici     |
| 89 | Italia (bandiera)    | P     | Marco Serena          |
| 90 | Argentina (bandiera) | A     | Lucas Simón           |

## Calciomercato[8]

### Sessione estiva
| Acquisti | Acquisti              | Acquisti       | Acquisti              |
| R.       | Nome                  | da             | Modalità              |
| -------- | --------------------- | -------------- | --------------------- |
| P        | Fabrizio Capodici     | Bergamo Cenate | definitivo            |
| P        | Ferdinando Coppola    | Milan          | prestito              |
| D        | Michele Anaclerio     | Bari           | prestito              |
| D        | Umberto Gardella      | Sangiovannese  | fine prestito         |
| D        | Giuseppe Gemiti       | Modena         | prestito              |
| D        | Angelo Iorio          | Cremonese      | comproprietà          |
| D        | Alain Nef             | Zurigo         | svincolato            |
| D        | Ilario Ondei          | Lecco          | fine prestito         |
| C        | Leandro Gobatto       | Brujas         | prestito              |
| C        | Carlo Luisi           | Pescara        | fine prestito         |
| C        | Antonio Nocerino      | Juventus       | comproprietà          |
| C        | Marco Padalino        | Catania        | riscatto comproprietà |
| A        | Alessandro Ciarrocchi | Winterthur     | definitivo            |
| A        | Francesco Nieto       | Acireale       | fine prestito         |
| A        | Alessandro Pellicori  | Catanzaro      | definitivo            |
| A        | Lucas Simón           | Nueva Chicago  | definitivo            |
| A        | Julien Rantier        | Vicenza        | comproprietà          |

| Cessioni | Cessioni          | Cessioni      | Cessioni      |
| R.       | Nome              | a             | Modalità      |
| -------- | ----------------- | ------------- | ------------- |
| P        | Gabriele Aldegani |               | svincolato    |
| D        | Stefano Avogadri  | Legnano       | prestito      |
| D        | Antonio Bocchetti | Parma         | comproprietà  |
| D        | Umberto Gardella  | SPAL          | definitivo    |
| D        | Ruggero Radice    |               | svincolato    |
| D        | Gennaro Sardo     | Catania       | comproprietà  |
| C        | Ignazio Abate     | Sampdoria     | fine prestito |
| C        | Carlo Luisi       | Modena        | definitivo    |
| C        | Andrea Maccoppi   | Lecco         | prestito      |
| C        | Damiano Moscardi  | Vicenza       | fine prestito |
| C        | Luca Rigoni       | Vicenza       | fine prestito |
| A        | Matteo Girometta  | CuoioCappiano | prestito      |
| A        | Massimo Margiotta | Vicenza       | fine prestito |
| A        | Francesco Nieto   | Lecco         | prestito      |

### Sessione invernale
| Acquisti | Acquisti        | Acquisti | Acquisti      |
| R.       | Nome            | da       | Modalità      |
| -------- | --------------- | -------- | ------------- |
| C        | Andrea Lazzari  | Atalanta | prestito      |
| A        | Francesco Nieto | Lecco    | fine prestito |

| Cessioni | Cessioni             | Cessioni  | Cessioni     |
| R.       | Nome                 | a         | Modalità     |
| -------- | -------------------- | --------- | ------------ |
| D        | Matteo Abbate        | Ancona    | prestito     |
| D        | Ilario Ondei         | Carrarese | prestito     |
| A        | Francesco Nieto      | Pro Vasto | prestito     |
| A        | Alessandro Pellicori | Cesena    | comproprietà |

### Trasferimenti fuori dalle sessioni di mercato
| Acquisti | Acquisti        | Acquisti   | Acquisti |
| R.       | Nome            | da         | Modalità |
| -------- | --------------- | ---------- | -------- |
| C        | Houssine Kharja | svincolato |          |

## Risultati

### Campionato

#### Girone di andata
| Arbitro: | Giannoccaro (Lecce) |

|                                  |           |  |
| Zoboli 27’ Possanzini 39’ (rig.) | Marcatori |  |

| Arbitro: | Ayroldi (Molfetta) |

|                         |           |            |
| Nocerino 26’ Riccio 80’ | Marcatori | 33’ Calaiò |

| Arbitro: | Stefanini (Prato) |

|         |           |  |
| Nef 52’ | Marcatori |  |

| Arbitro: | Squillace (Catanzaro) |

|                         |           |  |
| Adailton 2’, 55’ (rig.) | Marcatori |  |

| Arbitro: | Bertini (Arezzo) |

|  |           |                    |
|  | Marcatori | 30’, 44’ Trezeguet |

| Arbitro: | Bergonzi (Genova) |

|                     |           |                      |
| Beghetto 64’ (rig.) | Marcatori | 30’ (aut.) Cottafava |

| Arbitro: | Orsato (Schio) |

|                  |           |  |
| Cacia 75’ (rig.) | Marcatori |  |

| Arbitro: | Salati (Trento) |

|  |           |            |
|  | Marcatori | 43’ Degano |

| Arbitro: | Dondarini (Finale Emilia) |

|                          |           |                |
| Rantier 56’ Padalino 71’ | Marcatori | 4’ Vantaggiato |

| Arbitro: | Girardi (San Donà di Piave) |

|                |           |                      |
| Centurioni 53’ | Marcatori | 40’ Cacia 68’ Riccio |

| Arbitro: | Gava (Conegliano) |

|                                          |           |                        |
| Miglionico 40’ Stamilla 47’ Nocerino 70’ | Marcatori | 6’ Babù 90+1’ Polenghi |

| Arbitro: | De Marco (Chiavari) |

|             |           |  |
| Sommese 45’ | Marcatori |  |

| Arbitro: | Pieri (Lucca) |

|        |           |                |
| Nef 1’ | Marcatori | 59’ R. Colombo |

| Crotone 2 dicembre 2006, ore 16:00 14ª giornata | Crotone         | 0 – 0 | Piacenza | Stadio Ezio Scida\| Arbitro: \| Banti (Livorno) \| |
| Arbitro:                                        | Banti (Livorno) |       |          |                                                    |

| Arbitro: | Palanca (Roma) |

|                 |           |  |
| Cacia 8’ (rig.) | Marcatori |  |

| Arbitro: | Tagliavento (Terni) |

|                                  |           |  |
| Nef 54’ (aut.) Moscardelli 90+5’ | Marcatori |  |

| Arbitro: | Squillace (Catanzaro) |

|  |           |                  |
|  | Marcatori | 23’, 50’ Rantier |

| Arbitro: | Girardi (San Donà di Piave) |

|                                          |           |  |
| Riccio 13’ Cacia 25’, 56’ Campagnaro 89’ | Marcatori |  |

| Arbitro: | Rosetti (Torino) |

|                                          |           |                          |
| Confalone 41’ Guidetti 49’ N. Padoin 81’ | Marcatori | 8’, 42’ Degano 50’ Cacia |

| Arbitro: | Herberg (Messina) |

|  |           |                                    |
|  | Marcatori | 25’ S. Padoin 39’ Foti 67’ Schwoch |

| Trieste 27 gennaio 2007, ore 16:00 21ª giornata | Triestina         | 0 – 0 | Piacenza | Stadio Nereo Rocco\| Arbitro: \| Stefanini (Prato) \| |
| Arbitro:                                        | Stefanini (Prato) |       |          |                                                       |

#### Girone di ritorno
| Arbitro: | Marelli (Como) |

|           |           |                                  |
| Cacia 39’ | Marcatori | 67’ (aut.) Nef 73’ (rig.) Hamsik |

| Arbitro: | Marelli (Como) |

|          |           |  |
| Sosa 81’ | Marcatori |  |

| Arbitro: | Gava (Conegliano) |

|  |           |                          |
|  | Marcatori | 69’ Nocerino 72’ Rantier |

| Arbitro: | Rocchi (Piacenza) |

|                                |           |                    |
| Cacia 16’ Stamilla 24’ Nef 88’ | Marcatori | 55’ (rig.) Di Vaio |

| Arbitro: | Bertini (Arezzo) |

|                                               |           |  |
| Trezeguet 1’ Del Piero 51’ (rig.), 68’, 90+3’ | Marcatori |  |

| Arbitro: | Celi (Campobasso) |

|                |           |  |
| A. Lazzari 72’ | Marcatori |  |

| Arbitro: | Ciampi (Roma) |

|                                    |           |                |
| Iunco 33’, 48’ Cutolo 90+1’ (rig.) | Marcatori | 82’ A. Lazzari |

| Arbitro: | Zanzi (Lugo di Romagna) |

|                     |           |  |
| Cacia 16’, 34’, 69’ | Marcatori |  |

| Arbitro: | Mazzoleni (Bergamo) |

|            |           |                      |
| Carrus 48’ | Marcatori | 67’ Simón 89’ Degano |

| Arbitro: | Banti (Livorno) |

|                                                        |           |           |
| Nef 3’ Cacia 25’ Rantier 52’ A. Lazzari 82’ Gemiti 85’ | Marcatori | 51’ Abate |

| Arbitro: | Rocchi (Firenze) |

|                |           |  |
| Tiribocchi 15’ | Marcatori |  |

| Arbitro: | Brighi (Cesena) |

|                                |           |                                        |
| Olivi 7’ Cacia 22’ (rig.), 26’ | Marcatori | 27’ Caridi 33’, 42’ (rig.), 75’ Godeas |

| Arbitro: | Pierpaoli (Firenze) |

|                        |           |  |
| Ruopolo 47’ Rabito 55’ | Marcatori |  |

| Arbitro: | Celi (Campobasso) |

|                             |           |             |
| Simón 65’ Degano 76’ (rig.) | Marcatori | 45+2’ Lopez |

| Arbitro: | Pantana (Macerata) |

|          |           |  |
| Croce 4’ | Marcatori |  |

| Arbitro: | Giannoccaro (Lecce) |

|           |           |               |
| Simón 52’ | Marcatori | 46’ Ricchiuti |

| Arbitro: | Herberg (Messina) |

|                             |           |                       |
| Nocerino 16’, 20’ Simón 90’ | Marcatori | 60’ Antonelli Agomeri |

| Arbitro: | Orsato (Schio) |

|           |           |              |
| Pellè 59’ | Marcatori | 25’ Stamilla |

| Arbitro: | Trefoloni (Siena) |

|                         |           |                     |
| Nocerino 23’ Degano 79’ | Marcatori | 86’ (rig.) Saverino |

| Arbitro: | Brighi (Cesena) |

|          |           |                       |
| Foti 33’ | Marcatori | 47’ Rantier 82’ Simón |

| Arbitro: | Messina (Bergamo) |

|            |           |                |
| Degano 33’ | Marcatori | 65’ Allegretti |

### Coppa Italia
| Arbitro: | Tagliavento (Terni) |

|                              |           |                                                       |
| Cipolla 57’, 73’ (rig.), 75’ | Marcatori | 41’ (rig.), 65’ (rig.) Cacia 83’ Patrascu 90+1’ Simón |

| Arbitro: | Orsato (Schio) |

|                                     |           |  |
| Nocerino 45’ (aut.) Di Napoli 90+1’ | Marcatori |  |

## Statistiche

### Statistiche di squadra[28]
| Competizione | Punti | Totale | Totale | Totale | Totale | Totale | Totale | DR |
| Competizione | Punti | G      | V      | N      | P      | Gf     | Gs     | DR |
| ------------ | ----- | ------ | ------ | ------ | ------ | ------ | ------ | -- |
| Serie B      | 68    | 42     | 20     | 8      | 14     | 57     | 50     | +7 |
| Coppa Italia |       | 2      | 1      | 0      | 1      | 4      | 5      | -1 |
| Totale       | -     | 44     | 21     | 8      | 15     | 61     | 55     | +6 |

### Statistiche dei giocatori[8]
| Giocatore     | Serie B  | Serie B | Coppa Italia | Coppa Italia | Totale   | Totale |
| Giocatore     | Presenze | Reti    | Presenze     | Reti         | Presenze | Reti   |
| ------------- | -------- | ------- | ------------ | ------------ | -------- | ------ |
| M. Abbate     | 0        | 0       | 1            | 0            | 1        | 0      |
| M. Anaclerio  | 28       | 0       | -            | -            | 28       | 0      |
| T. Bianchi    | 10       | 0       | 0            | 0            | 10       | 0      |
| D. Cacia      | 28       | 14      | 2            | 2            | 30       | 16     |
| H. Campagnaro | 28       | 1       | 0            | 0            | 28       | 1      |
| M. Cassano    | 0        | -0      | 1            | -3           | 1        | -3     |
| F. Coppola    | 42       | -50     | 1            | -2           | 43       | -52    |
| D. Degano     | 33       | 7       | 0            | 0            | 33       | 7      |
| G. Gemiti     | 35       | 1       | 2            | 0            | 37       | 1      |
| L. Gobatto    | 9        | 0       | 0            | 0            | 9        | 0      |
| A. Iorio      | 12       | 0       | -            | -            | 12       | 0      |
| H. Kharja     | 0        | 0       | -            | -            | 0        | 0      |
| A. Lazzari    | 13       | 3       | -            | -            | 13       | 3      |
| L. Miglionico | 29       | 1       | 2            | 0            | 31       | 1      |
| A. Nef        | 36       | 4       | 2            | 0            | 38       | 4      |
| R. Nainggolan | 1        | 0       | 0            | 0            | 1        | 0      |
| A. Nocerino   | 37       | 6       | 2            | 0            | 39       | 6      |
| S. Olivi      | 22       | 1       | 1            | 0            | 23       | 1      |
| M. Padalino   | 26       | 1       | 2            | 0            | 28       | 1      |
| B. Patrascu   | 39       | 0       | 2            | 1            | 41       | 1      |
| A. Pellicori  | 9        | 0       | 2            | 0            | 11       | 0      |
| A. Piccolo    | 1        | 0       | 0            | 0            | 1        | 0      |
| J. Rantier    | 33       | 6       | 2            | 0            | 35       | 6      |
| L. Riccio     | 39       | 3       | 2            | 0            | 41       | 3      |
| L. Simon      | 38       | 5       | 2            | 1            | 40       | 6      |
| A. Stamilla   | 39       | 3       | 2            | 0            | 41       | 3      |
| M. Stella     | 0        | 0       | 0            | 0            | 0        | 0      |